# Mona Best
Alice Mona Best (nascida Shaw; 3 de janeiro de 1924 - 9 de outubro de 1988) era proprietária de um clube de música britânico, mais conhecida como proprietária do The Casbah Coffee Club, um clube em Liverpool que servia como palco para rock and roll durante o final do anos 1950 e 1960. Entre as bandas que tocaram no The Casbah estavam os The Beatles, para quem seu filho Pete Best (nascido em 24 de novembro de 1941) era baterista na época. Mona também teve dois outros filhos, John Rory (n. 29 de janeiro de 1945) e Vincent "Roag" Best (n. 21 de julho de 1962). Mais tarde, foi confirmado que o pai de Roag era associado dos Beatles, o executivo musical Neil Aspinall, embora ele não tenha sido registrado como pai na certidão de nascimento de Roag.
Depois de se mudar da Índia para Liverpool, onde nasceu, Mona usou os ganhos do jogo para comprar uma casa em 1957. Mais tarde, Mona abriu o Casbah Coffee Club no porão da casa. Foi planejado como um clube exclusivo para seus filhos e amigos. O clube costumava ser chamado de The Casbah Club ou The Casbah. Em 2006, a propriedade foi classificada como patrimônio histórico de Grau II .
Mona morreu em outubro de 1988, de um ataque cardíaco após uma longa doença.

## Início da vida na Índia
Best nasceu em 3 de janeiro de 1924, em Deli, Índia Britânica, filha de Thomas (um major irlandês) e Mary Shaw. Ela era a mais nova de quatro filhos: Brian, Patrick e Aileen. Quando ela tinha 17 anos, seu primeiro filho, Randolph Peter Scanland (posteriormente apelidado de Best), nasceu em 24 de novembro de 1941 em Madras. O pai biológico de Pete foi o engenheiro naval Donald Peter Scanland, que posteriormente morreu durante a Segunda Guerra Mundial. Mona estava treinando com a Cruz Vermelha quando conheceu Johnny Best, que veio de uma família de promotores esportivos em Liverpool, que já foi proprietário e dirigiu o Liverpool Stadium. Na época do encontro, Best era um oficial comissionado servindo como Instrutor de Treinamento Físico na Índia e campeão de boxe peso médio do Exército Britânico. Após seu casamento em 7 de março de 1944, na Catedral de St. Thomas, em Bombaim, os Bests tiveram um filho: John Rory Best (nascido em 29 de janeiro de 1945). Menos de um ano depois, a família viajou por quatro semanas para Liverpool no Georgic, que carregava fileiras de solteiros e casados que haviam feito parte das forças do general Sir William Slim no sudeste da Ásia. O navio atracou em Liverpool em 25 de dezembro.

## Mudança para Liverpool
Ser parte da família de Best significava que Mona recebia respeito em Merseyside, o que incluía conhecer personalidades do esporte conhecidas da época e receber tratamento preferencial ao reservar uma mesa em um restaurante ou um assento no teatro. Os Bests viveram por um curto período na grande casa da família Best em West Derby, que se chamava Ellerslie, mas Mona brigou com a irmã de Johnny, Edna, que se ressentia da escolha de esposa de seu irmão. A família então se mudou para um pequeno apartamento na Cases Street, Liverpool (acima da casa pública de Ma Edgerton), mas Mona estava sempre procurando uma casa grande - como ela estava acostumada na Índia - em vez de uma pequena casa geminada, que eram predominantes na área. Depois de se mudar para uma casa de três quartos em Princess Drive, Mona convenceu seus pais a deixar a Índia e morar com eles em Liverpool.
Depois de se mudar para 17 Queenscourt Road em 1948 - onde os Bests viveram por nove anos - Rory viu uma grande casa vitoriana à venda no 8 Hayman's Green em 1954 e contou a sua mãe sobre isso. 8 Hayman's Green havia sido anteriormente propriedade do West Derby Conservative Club, e era diferente de muitas outras casas de família em Liverpool, pois a casa (construída por volta de 1860) era afastada da estrada, tinha 15 quartos e um acre de terra. Todos os quartos foram pintados de verde escuro ou marrom, e o jardim estava totalmente coberto de mato. Mona decorou a sala de estar em um estilo oriental, que refletia sua própria criação na Índia. Ela já havia tentado atrair o interesse do marido por outras casas, incluindo um farol de Formby, um moinho de vento em St. Helens e uma casa circular em Southport, que John não gostou e rejeitou.
De 1961 a 1962, Neil Aspinall tornou-se um bom amigo de Pete e posteriormente alugou um quarto na casa dos Bests. Aspinall se envolveu romanticamente com Mona e, durante esse período, teve um filho com ela: Vincent "Roag" Best. Roag nasceu em 21 de julho de 1962, e apenas três semanas depois, em 16 de agosto de 1962, Pete foi demitido dos Beatles. A certidão de nascimento de Roag foi registrada em 31 de agosto de 1962, declarando seu nome como "Vincent Rogue [sic] Best" e nomeando John Best como seu pai. Mona e Johnny se separaram no final dos anos 1950 ou início dos anos 1960.

## The Casbah Coffee Club
Mona teve a ideia do clube depois de assistir a uma reportagem na televisão sobre o The 2i's Coffee Bar no bairro Soho de Londres, onde vários cantores foram descobertos. Ela decidiu abrir o The Casbah Coffee Club - que ficava em sua adega - em 29 de agosto de 1959, para que os jovens conhecessem e ouvissem a música popular da época. Mona cobrava meia coroa anualmente pela associação - para "evitar os elementos difíceis" - e servia refrigerantes, salgadinhos, bolos e café em uma máquina de café expresso, que nenhum outro clube tinha naquela época. Os discos populares da época eram tocados em um pequeno toca-discos Dansette, que os amplifica através de um alto-falante de 3 polegadas (76 mm).
Mona havia contratado o The Les Stewart Quartet para tocar na noite de abertura com George Harrison na guitarra, mas eles cancelaram a reserva depois que Stewart e Ken Brown tiveram uma briga. Stewart estava com raiva por Brown ter perdido um ensaio, porque Brown estava ajudando Mona a decorar o clube. Como 300 cartões de membro já haviam sido vendidos, Harrison disse que tinha dois amigos em uma banda chamada The Quarrymen, que tocariam em seu lugar. John Lennon, Paul McCartney, Stuart Sutcliffe e Harrison foi ao clube para providenciar a reserva, com o que Mona concordou, mas ela disse que precisava terminar de pintar o clube primeiro. Todos os quatro pegaram pincéis e ajudaram Mona a terminar de pintar as paredes com aranhas, dragões, arco-íris, estrelas e um besouro, que ainda sobrevivem. Lennon era míope, confundindo brilho com tinta de emulsão, que demorou muito para secar no porão escuro e úmido. Cynthia Powell, mais tarde esposa de Lennon, pintou uma silhueta de Lennon na parede, que também está intacta.
Os Quarrymen fizeram uma série de sete concertos nas noites de sábado no The Casbah por 15 xelins cada, de 29 de agosto a outubro de 1959, apresentando Brown, Lennon, McCartney e Harrison, mas sem baterista ou sistema de PA. O show da noite de abertura contou com a presença de cerca de 300 adolescentes locais, mas como a adega não tinha ar-condicionado e as pessoas estavam dançando, a temperatura subiu até ficar difícil respirar. Como não havia amplificação, Lennon mais tarde persuadiu Mona a contratar um jovem guitarrista amador chamado Harry para tocar um pequeno set antes de The Quarrymen, mas isso foi apenas para que eles pudessem usar seu amplificador de 40 watts. Após o sucesso da primeira noite, Mona deu aos Quarrymen uma residência e pagou a todo o grupo £ 3 por noite (equivalente a £ 100 em 2021). Depois disso, todos os sábados, as filas se alongavam na rua, o que era financeiramente bom para Mona, já que ela cobrava um xelim de admissão além da taxa anual de adesão.
Pete estava estudando na Collegiate Grammar School quando decidiu que queria fazer parte de um grupo musical, então Mona comprou para ele uma bateria na loja de música de Blackler e Best formou sua própria banda, The Black Jacks. Chas Newby se juntou ao grupo, assim como Brown, mas somente depois que ele deixou os Quarrymen. A razão para a saída de Brown do grupo foi que ele apareceu no sétimo sábado à noite da residência do The Quarrymen no The Casbah com gripe, então Mona o mandou subir para a sala de estar de Best para descansar. Isso causou uma grande briga com o resto do grupo quando Mona veio pagá-los, já que eles queriam que o dinheiro de Brown fosse dividido entre os três, já que Brown não havia tocado. Mona recusou, então os Quarrymen furiosamente cancelaram sua residência e saíram furiosamente. Colin Manley, do The Remo Four, também recebeu uma reserva para tocar no clube, que era o único local onde jovens bandas amadoras podiam tocar na época. Outros grupos como The Searchers e Gerry & the Pacemakers mais tarde tocaram no clube. The Black Jacks se tornou o grupo residente no The Casbah, embora os Quarrymen ocasionalmente tocassem lá novamente e o visitassem com frequência. Foi no The Casbah Club que Lennon e McCartney convenceram Sutcliffe a comprar um baixo presidente Höfner e se juntar ao The Quarrymen.
Mesmo que a lista de membros depois subisse para mais de mil, Mona fechou o clube em 24 de junho de 1962, com os Beatles como o último grupo a se apresentar. Em 2006, a ex-adega de carvão de Best recebeu um "status de edifício listado como Grau II", após ter sido recomendada pela English Heritage. Agora foi inaugurado como uma atração turística em Liverpool, junto com as casas anteriores de Lennon e McCartney.

## The Beatles
Quando Pete se tornou um membro dos Beatles, Mona tentou várias vezes conseguir uma residência para o grupo na hora do almoço no The Cavern Club conversando com o proprietário, Ray McFall, mas eles foram recusados, já que o The Cavern tinha uma política de apenas jazz na época. Isso logo mudaria, já que o rock se tornou mais lucrativo do que o jazz. Mais tarde, Brian Epstein quis gerenciar o grupo e Mona foi convidada a dar seu conselho e, embora ela tivesse seus próprios planos para o grupo, concluiu que Epstein seria bom para eles com o tempo. Depois que os Beatles assinaram um contrato de gestão com Epstein, Mona não abriu mão de seu controle sobre eles, já que eles usavam seu telefone para ligar para agentes e frequentemente dormiam em sua sala de estar entre os shows. Ela constantemente incomodava Epstein sobre a qualidade de suas reservas e como ele administrava, o que levou Epstein a nunca se referir a ela pelo nome, mas sempre a chamá-la de "aquela mulher". Um músico comentou que se Mona dissesse que era domingo quando era terça-feira, seria forçado a concordar com ela.
Depois que Best, McCartney e Harrison foram deportados de Hamburgo em novembro de 1960, Mona fez várias ligações para Hamburgo para recuperar o equipamento do grupo, o que ela acabou conseguindo fazer. Mona escreveu para a Granada Television em 1961, na tentativa de conseguir uma aparição na televisão do grupo no programa People And Places, mas recebeu uma carta dizendo que eles a contatariam no futuro. Depois que Pete foi demitido dos Beatles em 16 de agosto de 1962, Mona foi mais tarde citada pelo biógrafo Hunter Davies como tendo dito:
Ele [Pete] foi o empresário deles antes de Brian [Epstein] chegar, fez as reservas e recebeu o dinheiro. Eu os via como amigos. Eu os ajudei muito, consegui reservas, emprestando dinheiro. Eu os alimentei quando eles estavam com fome. Eu estava muito mais interessada neles do que os seus próprios pais.

## Anos posteriores
Em 1967, quando os Beatles tiveram que posar para a fotografia da capa do disco Sgt. Pepper's Lonely Hearts Club Band, Lennon perguntou a Mona se ele poderia pegar emprestadas as medalhas de guerra que seu pai havia recebido na Índia para usar na sessão de fotos. Embora ainda chateada com a forma como Pete havia sido demitido dos Beatles, Mona concordou, e as medalhas foram devolvidas, junto com um troféu Cash Box que está na letra 'L' do símbolo floral dos BEATLES na capa. Mona nunca abriu outro clube, ou se envolveu em outro empreendimento comercial, embora ela tivesse hóspedes pagantes em sua casa, que ela dividiu com sua mãe acamada e seus filhos depois que ela e seu marido Johnny se separaram. Mona morreu de ataque cardíaco em 9 de outubro de 1988, após uma longa enfermidade.